# Ciudad Nueva
Ciudad Nueva es un sector histórico y residencial del Distrito Nacional, ubicado en la parte suroeste del centro de Santo Domingo, capital de la República Dominicana. Limita al norte con el sector de San Carlos, al este con la Ciudad Colonial, al sur con el Mar Caribe y al oeste con el sector de Gazcue. Es una zona de gran importancia tanto por su valor patrimonial como por su cercanía a instituciones gubernamentales, culturales y académicas. Según estimaciones recientes, Ciudad Nueva alberga una población de aproximadamente 15,000 a 18,000 habitantes.
El sector cuenta con diversos establecimientos relevantes, entre ellos instituciones educativas como el Colegio Dominicano de La Salle y centros universitarios, así como oficinas estatales, hoteles, restaurantes, clínicas privadas y espacios culturales. También se destacan infraestructuras como el Palacio de Justicia de Ciudad Nueva (Sede del Poder Judicial del Distrito Nacional) y la cercanía a monumentos históricos de la Ciudad Colonial. Por su localización estratégica, Ciudad Nueva sirve de enlace entre zonas residenciales, administrativas y turísticas de la capital dominicana.

## Historia
El sector de Ciudad Nueva surgió como parte de la expansión urbana planificada de Santo Domingo a principios del siglo XX, en un contexto de modernización y crecimiento de la capital dominicana. A medida que la Ciudad Colonial alcanzaba su límite físico y funcional, las autoridades comenzaron a desarrollar nuevos espacios urbanos para alojar a una clase media en crecimiento, con mejores servicios y un trazado más racional. Ciudad Nueva fue uno de los primeros barrios diseñados fuera de las antiguas murallas coloniales.
Durante las décadas de 1920 y 1930, el sector se consolidó como una zona residencial de prestigio, caracterizada por edificaciones de estilo neoclásico, racionalista y art déco, muchas de las cuales aún se conservan. Su cercanía con el Palacio Nacional, inaugurado en 1947, y con instituciones gubernamentales que se fueron instalando en los alrededores, reforzó su relevancia estratégica dentro del tejido urbano capitalino.
En la época de Trujillo (1930–1961), Ciudad Nueva se mantuvo como una zona preferida por funcionarios públicos, profesionales y comerciantes. Su localización la convirtió en un punto de enlace entre los poderes del Estado y la Ciudad Colonial, lo que influyó en su perfil cívico y político. También fue en este sector donde se establecieron importantes instituciones educativas y culturales que contribuyeron al desarrollo del pensamiento crítico durante las décadas convulsas del siglo XX.
Con el paso del tiempo y el crecimiento desordenado de Santo Domingo en las décadas posteriores a la caída de la dictadura, Ciudad Nueva vivió una transición hacia una mayor diversidad social y funcional. Muchas residencias pasaron a ser oficinas, centros de servicios, pensiones o locales comerciales, aunque el barrio nunca perdió del todo su carácter mixto entre lo residencial y lo institucional.
En la actualidad, Ciudad Nueva conserva una mezcla única de historia, arquitectura y vida urbana. A pesar de los retos propios del envejecimiento urbano, continúa siendo un punto neurálgico del centro histórico ampliado de Santo Domingo. Su valor patrimonial, sumado a su importancia como zona administrativa y judicial, la mantiene como un sector clave para entender el desarrollo de la capital dominicana en el siglo XX.